# Lewis Gordon
Lewis Ricardo Gordon (né en 1962 en Jamaïque) est un philosophe afro-américain. Il est considéré comme le père de la phénoménologie post-coloniale et il est un des principaux philosophes contemporains à s'intéresser à la philosophie africaine et à l'existentialisme noir.

## Biographie
Lewis Gordon nait en Jamaïque en 1962, son pays obtenant son indépendance au cours de la même année. Il possède des origines très diverses aussi bien irlandaises et juives que tamouls, chinoises et africaines (du Liberia, du Ghana, d'Égypte et d'Éthiopie). Alors qu'il est très jeune, sa mère immigre aux États-Unis où il la rejoint avec ses frères quelque temps plus tard. Il grandit à New York dans le Bronx, entre la violence et la pauvreté.
Il étudie à l'université Yale notamment auprès du philosophe et sociologue Maurice Natanson qui deviendra son mentor. Pendant cette période, il est aussi membre du Phi Beta Kappa. À New Haven, où se trouve l'université, il s'investit dans des mouvements politiques de gauche et pour les droits des Noirs. Diplômé, il sera professeur de philosophie à l'Université Purdue, à l'Université Brown et à l'Université Temple. Aujourd'hui, il enseigne à l'Université du Connecticut mais il est également professeur honoraire à l'Université Rhodes en Afrique du Sud et professeur associé à l'Université Toulouse-Jean-Jaurès.
Il est aussi le fondateur d'un Centre d’étude des Juifs africains à l'Université Temple ainsi que de l'Institut d’étude sur la race et la pensée sociale. De 2003 à 2008, il avait été le président de l'Association philosophique des Caraïbes, dont il avait d'ailleurs été un des cofondateurs quelques années plus tôt.

## Présentation de sa pensée
Lewis Gordon est considéré comme le père de la « phénoménologie post-coloniale ». De plus, il est un des principaux philosophes américains contemporains à s'intéresser à la philosophie africaine et à l'existentialisme noir.

## Sources
- (en) Cet article est partiellement ou en totalité issu de l’article de Wikipédia en anglais intitulé « Lewis Gordon » (voir la liste des auteurs).
- Lewis Gordon et E. Michaut, « Interview de Lewis Gordon (1/2) », sur Magazine International, 12 janvier 2017.
- (en) « Lewis R. GORDON », sur site officiel (consulté le 13 janvier 2017).